# Saint Rémy (pera)
 'Saint Rémy' es un cultivar antiguo de pera europea Pyrus communis. Un híbrido de pera de parentales desconocidos. Es una variedad de pera en la que la pulpa es dura como "piedra", esta pera solo se come cocida, pues solamente cuando se cocina, 'Saint Rémy' revela su sabor agridulce, y su pulpa permanece firme.

## Sinonimia
- "Poire Caillou",[3]
- "Bellissime d'Hiver".[4]

## Origen
'Saint Rémy' es una antigua variedad de pera guisada de Francia. El nombre se refiere a San Remigio de Reims.
'Saint Rémy' está cultivada en diversos bancos de germoplasma de cultivos vivos tales como en National Fruit Collection (Colección Nacional de Fruta) de Reino Unido con el número de accesión: 1947-032 y Nombre Accesión : Saint-Remy.

## Características
'Saint Rémy' árbol de extensión erguida, de vigor fuerte. Está en el "grupo de floración 4", tiene un tiempo de floración con flores blancas que comienza a partir del 21 de abril con el 10% de floración, para el 26 de abril tiene una floración completa (80%), y para el 4 de mayo tiene un 90% caída de pétalos. Los árboles crecen con fuerza y alcanzan una altura de 3 a 15 m. Las hojas son correosas. El árbol prospera en suelos aireados y cálidos, incluso si es escaso.
'Saint Rémy' tiene una talla de fruto medio a grande; forma redondeada / ovoide / piriforme, con un peso promedio de 174,00 g, las peras se afilan hacia el cáliz; epidermis con color de fondo verde cuando maduro amarillo, con un sobre color lavado marrón rojizo, importancia del sobre color muy bajo, y patrón del sobre color chapa, presentando un rubor marrón rojizo en el lado soleado, las lenticelas puntos ruginosos-"russeting" son abundantes, y algunas manchas, "russeting" (pardeamiento áspero superficial que presentan algunas variedades) bajo (1-25%); cáliz medio y abierto, con un cáliz plano; pedúnculo de una longitud de medio-largo, con un ángulo recto / oblicuo, con una curva débil-medio, y un grosor medio-grueso; carne de color blanco, con pulpa granulosa y dura. Para poderla comer y apreciar su sabor debe ser cocinada.
El "russeting" (pardeamiento áspero superficial que presentan algunas variedades), es más o menos importante dependiendo de las condiciones climáticas.
Su tiempo de recogida de cosecha se inicia a principios de octubre. Esta pera es de las que aguanta más tiempo en perfectas condiciones de conservación, pues sobre lecho de paja se mantiene bien durante dos años.

## Recogida
Se practica durante el mes de octubre, con diferencias debido a situaciones más o menos nórdicas.

## Uso
Se utiliza solo como pera de cocina. Se cocinan con un color rojo manteniendo su forma, y son populares en los restaurantes, por ejemplo con caza o en postres como Poire Belle Hélène.

## Cultivo

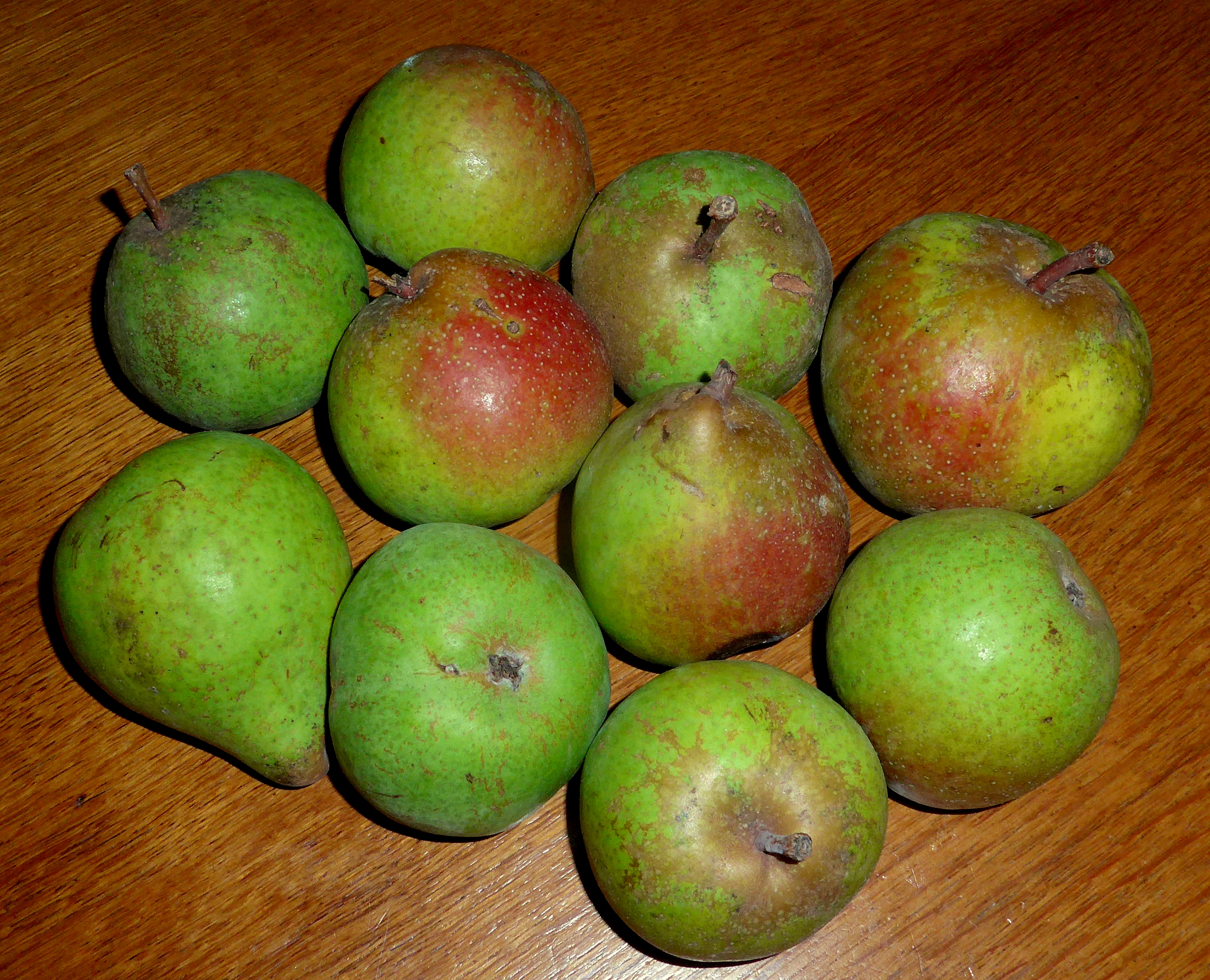
Las peras de la variedad 'Saint Rémy'.

La siembra se realiza preferiblemente en primavera. Al plantar en otoño, las raíces se pueden cubrir para protegerlas de las heladas. Los árboles pequeños en un patrón de membrillo deben estar separados por al menos seis pies. Los árboles genealógicos necesitan de 9 a 12 m², los árboles más grandes necesitan de 25 a 36 m².
El rendimiento se puede incrementar podando para contrarrestar el fuerte desarrollo del eje central. La poda debe realizarse en primavera, pero después de la floración.
Esta variedad de pera es Triploide, autofértil. Es un árbol frutal particularmente resistente, especialmente frente a la costra de sarna.
Para injertar los perales, uno puede usar como portainjerto un membrillo de Provenza.
La producción se verá favorecida por la presencia de variedades polinizadoras como las peras: 'Comtesse de Paris', 'Supertrévoux', Beurré Hardy, Conference' y 'Legipont'.

## Susceptibilidades
El árbol es susceptible a la sarna y moderadamente susceptible al fuego bacteriano.